# Milorad
Milorad (in cirillico: Милорад) è un nome proprio di persona serbo e croato maschile.

## Origine e diffusione
È composto dagli elementi slavi mil ("grazioso", "caro", da cui anche Miloslav e Jarmil) e rad ("cura", "attenzione", presente anche in Radomir).

## Onomastico
Non esistono santi che portano questo nome, quindi è adespota. L'onomastico può essere festeggiato in occasione di Ognissanti, il 1º novembre.

## Persone
- Milorad Arsenijević, calciatore e allenatore di calcio jugoslavo
- Milorad Čavić, nuotatore serbo
- Milorad Dodik, politico serbo bosniaco
- Milorad Korać, calciatore serbo
- Milorad Kosanović, calciatore e allenatore di calcio serbo
- Milorad Krivokapić, pallanuotista jugoslavo
- Milorad Mažić, arbitro di calcio serbo
- Milorad Milutinović, allenatore di calcio e calciatore jugoslavo
- Milorad Pavić, scrittore e romanziere serbo
- Milorad B. Protić, astronomo serbo
- Milorad Šutulović, cestista montenegrino
- Milorad Ulemek, militare e criminale serbo